# Городские ворота (Ломоносов)
Городские ворота на дороге из Санкт-Петербурга при въезде в Ораниенбаум — памятник архитектуры. Расположен в Ломоносове, современный адрес — Дворцовый проспект, 29А.
Хронологически это вторые городские ворота. Первые были построены в 1762—1764 годах в стиле, переходном от барокко к классицизму, предположительно по проекту П. Ю. Патона. Согласно обмерным чертежам 1818 года А. А. Михайлова, ворота были трёхчастными, центральный их объём был двухэтажным, к нему по бокам примыкали одноэтажные служебные скромно оформленные флигеля. В центральной части была арка, выложенная по дуге коробового свода и украшенная сложным фронтоном. После получения Ораниенбаумом статуса уездного города в 1780 году город разросся, его постройки вышли за городскую черту, обозначенную этими воротами.
В 1826 году был утверждён проект новых ворот на новой границе, в 150 метрах от старой, авторства В. М. Горностаева. Старые ворота при этом были сломаны (подрядчик Егор Корольков). Постройка была завершена к концу 1829 года, её окончанием руководил И. И. Шарлемань.
Ворота выглядят как золотисто-охренная с белыми деталями триумфальная арка. Внутреннее пространство двух пилонов ворот делилось на два этажа, на первом был солдатский караул, на втором — вспомогательная комната. Войти в помещения можно было с западной стороны, второй этаж освещался через большие полуциркульные окна на торцовых фасадах. Плоскости фасадов завершены фризом с триглифами, карнизом и аттиком. Арка украшена рустованным архивольтом и замковым камнем. По бокам проезда в стенах сделаны широкие ниши, в которых стоят трёхчетвертные колонны. Кроме того, арка украшена квадратными и восьмиугольными кессонами с лепными розетками. Ворота сложены из кирпича и оштукатурены, кровля сделана из железа.
Помимо этих ворот, Горностаев построил Московские ворота в Царском Селе; подобно им, городские ворота Ломоносова были украшены барельефами-арматурой, утраченными в Великую Отечественную войну.
В 1930 году караулки были приспособлены под гараж, из входных дверей сделали ворота.
В 1951 году ворота были реконструированы, и вместо караулок были сделаны сквозные пешеходные проходы.
В 1998 году был разработан проект восстановления ворот согласно изначальному плану. Дорога была отведена в сторону. Были восстановлены караулки, но после окончания капитальных работ проект в целях экономии стали реализовывать с отличиями от изначального. Медные листы крыши были похищены сразу после установки и заменены на железные. Барельефы-арматуру установили лишь напоминающие оригинальные. На восточном фасаде восстановили герб Ораниенбаума, но на западном вместо надвратной иконы Богоматери (защитницы города) установили львиный маскарон. Во время реставрации были опрокинуты находившиеся к тому времени рядом с памятником бетонные противотанковые надолбы времён Великой Отечественной войны, в дальнейшем предполагалась их установка вне охранной зоны ворот. В 2018 году обсуждалась идея установки на ворота рельефа ордена Отечественной войны I степени, присвоенного городу Ломоносову в 1981 году.